# ハルノヒ
「ハルノヒ」は、あいみょんの楽曲。ワーナーミュージック・ジャパン内のレーベル「unBORDE」から2019年4月17日にメジャー7枚目のシングルとして発売された。

## 解説
前作『今夜このまま』から約5か月ぶりに発表されたシングル。「通常盤」「クレヨンしんちゃん盤」の2形態で発売され、通常盤では大きなスーツケースの上に跨がるあいみょんの写真、クレヨンしんちゃん盤では野原一家が描かれたジャケットになっている。
表題曲「ハルノヒ」は、アニメ映画『クレヨンしんちゃん 新婚旅行ハリケーン 〜失われたひろし〜』の主題歌として書き下ろされた。また、映画の宣伝を兼ねて期間限定でテレビアニメ『クレヨンしんちゃん』エンディングテーマにも使用された。
表題曲のタイトル「ハルノヒ」は、野原一家の住居のある街・「春日部」に由来し、『春日部』→『春の日』→『ハルノヒ』となった。
ミュージック・ビデオの監督は前作と同様、山田智和が担当。舞台は静岡県の伊豆半島となっており、東伊豆町の町営風力発電所、伊東市の美術館、南伊豆町の名勝「ヒリゾ浜」が映っている。3月11日には、アートアーク撮影時の模様で構成された視聴動画が公開された。

## チャート成績
2019年4月3日付のオリコンデジタルシングルデイリーランキングでは1位にランクインし、5日連続で首位をキープした。4月15日付のオリコン週間デジタルシングルランキングでは、2.6万ダウンロードで2位にランクイン。その後もロングヒットを続け、発売3週目の4月29日付で2.5万ダウンロードで1位を獲得。あいみょんにとっては初のオリコン週間1位獲得となった。
Billboard Japan Hot Animation、Billboard Japan Top Download Songsにおいて初の1位を獲得した。Hot Animationではその後5週連続で首位をキープしている。
先行配信から2週間後に発売されたCDシングルは、4月29日付のオリコン週間シングルランキングで1.0万枚を売り上げ6位にランクイン。あいみょんにとって初めて初動1万枚を突破したシングルとなった。合算シングルランキングでは2.9万ポイントで4位にランクインした。

## 収録曲
| 全作詞・作曲: あいみょん。 |                             |            |            |                        |      |
| #                          | タイトル                    | 作詞       | 作曲・編曲 | 編曲                   | 時間 |
| 1.                         | 「ハルノヒ」                | あいみょん | あいみょん | 立崎優介、田中ユウスケ | 5:26 |
| 2.                         | 「鯉」                      | あいみょん | あいみょん | 関口シンゴ             | 3:49 |
| 3.                         | 「ハルノヒ (Instrumental)」 | あいみょん | あいみょん |                        | 5:26 |
| 合計時間:                  | 合計時間:                   | 合計時間:  | 14:41      |                        |      |

## 曲の解説
1. ハルノヒ
アニメ映画『クレヨンしんちゃん 新婚旅行ハリケーン 〜失われたひろし〜』主題歌
歌詞は『クレヨンしんちゃん』の登場人物である野原しんのすけの両親・野原ひろしと野原みさえにスポットが当てられており、歌詞はひろしの視点から書かれている[19]。歌いだしに登場する「北千住駅のプラットホーム」は、ひろしがみさえにプロポーズした場所となっている[20]。このエピソードを踏まえ、2019年4月18日放送の『ミュージックステーション』でこの楽曲が披露される際、野原一家が北千住駅のプラットホームでプロポーズの思い出を語るという内容のスペシャルアニメが放送された[21]。また、映画では本人役でゲスト出演も果たしている[22]。
2020年に出演した麒麟麦酒「淡麗グリーンラベル」のCMでは、アコースティックバージョンで演奏した[23]。
2020年7月22日付のBillboard Japan Streaming Songsで、202万9022回再生を記録し、5作目となるストリーミング1億回再生を記録[24]。
2. 鯉
失恋を「逃した魚」と例えたスカ調の楽曲[25]。

## 参加ミュージシャン
| ハルノヒ - あいみょん：Vocal & Acoustic Guitar - 八橋義幸：Acoustic & Electric Guitar - 中西道彦（Yasei Collective）：Bass - 白根賢一：Drums - 立崎優介（Q.,Ltd）, 田中ユウスケ：Programming & All Other Instruments | 鯉 - あいみょん：Vocal - 関口シンゴ：Guitar & All Other Instruments - 多田尚人：Bass - 御木惇史：Drums |